# سیارک ۱۷۱۸۵
سیارک ۱۷۱۸۵ (به انگلیسی: 17185 Mcdavid، نامگذاری:1999VU23) هفده هزار و صد و هشتاد و پنجمین سیارک کشف شده‌است که در ۱۴ نوامبر ۱۹۹۹ کشف شد.
قدر مطلق سیارک برابر ۳۳.۸ است.